# Верхнее (озеро, Североуральский округ)
Верхнее — озеро в Свердловской области, расположено в 2,5 км к северо-западу от села Всеволодо-Благодатское Североуральского городского округа.
Находится в заболоченной межгорной котловине у основания восточного склона Северного Урала. Озеро имеет округлую форму, размером примерно 2 на 1,5 км. Площадь — 2,2 км², площадь водосборного бассейна — 110 км², уровень воды — 186,7 м. Глубина во время паводков — 2 м, между паводками 0,6—1 м. В озеро впадают речки Ельцовка и Тальтийка. Вытекает река Нижний Исток (в этой части носит название Исток, далее протекает через озеро Нижнее и впадает в реку Шегультан).
В озере обитают сибирский елец, окунь, щука, ёрш и налим. Водная растительность представлена 14 видами высших растений. Главную роль в зарастании озера играет уруть колосистая, стрелолист плавающий, роголистник. Берега покрыты лесом.
На северном берегу археологами обнаружено поселение Всеволодо-Благодатское-1. В 2001 году на территории озера и прилегающей территории был создан памятник природы (профиль — гидрологический, археологический, ботанический) областного значения с охраняемой площадью 443 га.